# Mount Wild, Västantarktis
Mount Wild är ett berg i Antarktis. Det ligger i Västantarktis. Argentina, Chile och Storbritannien gör anspråk på området. Toppen på Mount Wild är 945 meter över havet, eller 655 meter över den omgivande terrängen. Bredden vid basen är 6,3 km.
Terrängen runt Mount Wild är kuperad åt nordväst, men åt sydost är den platt. Havet är nära Mount Wild åt sydost. Trakten är obefolkad. Det finns inga samhällen i närheten.